# 사이어인
사이어인은 일본의 만화 드래곤볼에 나오는 인간 종족이다.

## 특징
사람과 똑같이 생겼으나 꼬리가 있으며, 무한한 전투력을 가지고 있고,태어날때부터 정해진 머리카락의 모양을 가진것이 특징이며, 죽을 고비를 넘기면 강해지는것 또한 특징이다.프리저가 머리가 금발로 변하는 사이어인을 조심하라는 조상님의 유언이 두려워서 혹성 베지터와 함께 소멸 시켜 버렸다.

## 슈퍼사이어인

### 슈퍼사이어인
사이어인의 전설로 최초의 슈퍼 사이어인이 된 인물은 야모시 라는 인물이다.외형은 금발로 변하고 눈썹색이 노란색이 되며, 눈 색깔이 연두색이 된다. 
변신조건은 전투력이 300만 이상의 사이어인이 극도의 분노나 슬픔으로 변신하는데,손오공의 경우 자신의 친구인 크리링이 프리저에게 죽자 손오공은 미칠듯한 분노로 각성했고,에피소드 오브 버독에서 버독은 자신의 과거와 현재의 무력함에 큰 분노를 느껴서 변신했으며,브로리는 드래곤볼 슈퍼: 브로리에서 자신의 아버지가 프리저에게 죽자 충격으로 변신했고 베지터와 손오천, 손오반, 트랭크스는 수련으로 변신했다.(사실상 미래 오반,트랭크스는 분노로 변신했다.) 페어리테일의레이는페어리테일 1기에서렉서스와마지막결전때나온변신햇다

### 슈퍼사이어인2
말 그대로 슈퍼사이어인의 2번째 변신이다.작중 최초 변신은 손오반이 인조인간 16호가 죽었을 때 처음 선보였다. 
슈퍼사이어인1은 전투력이 50배 증가하는 반면에 슈퍼사이어인 2는 100배 증가하고 아우라 주변에 스파크가 튀고 머리는 강하게 위로 솟구치며, 앞머리는 한 가닥만 내려온다.(베지터는 다름.) 
하지만 손오공과 베지터는 수련으로 슈퍼사이어인 2에 도달한것을 보아 분노가 필수요소는 아닌거 같다.

### 슈퍼사이어인3
슈퍼사이어인의 3형태이다. 
전체적인 외형은 눈썹근육이 비대해져 눈썹이 없고 머리카락이 허벅지까지 내려온다. 
손오공과 오천크스가 선보였는데 
손오공은 마인부우를 막기 위해 변신,오천크스는 슈퍼사이어인 3으로 변신가능한 전투력이 되어서 혼자 변신했다.

### 슈퍼사이어인4
드래곤볼 GT에서 손오공과 베지터가 선보인 변신이다. 
외형은 검은 머리카락과 붉은색 털이 온몸을 뒤덮고 있고,꼬리가 생겨 초사이어인 오자루의 힘을 쓸수있다. 변신조건은 초사이어인 오자루상태에서                           이성을 잃지 않으면 변신이 되거나,부르마가 만든 기계의 부르츠파를 맞으면 자동으로 초사이어인 오자루에서 슈퍼사이어인4가 된다.(사실상 GT시리즈는 비공식이다.그러므로 이 변신도 비공식이다.)

### 슈퍼사이어인 갓
드래곤볼 슈퍼에서 손오공이 비루스를 상대하기 위해 선보였다.외형은 날렵하고 갸름해지고 머리색은 기존과 다르게 빨간색이되고,눈의 색도 빨간색이된다.  신이 아닌자는 이 기를 감지하지 못하며 지속시간은 80분 이고 변신조건은 선량한 마음을 가진 5인의 사이어인이 1명에게 기를 몰아줘야한다.이름이 슈퍼사이어인 갓 이지만 사실 이것은 노멀 형태인데 여기서                 슈퍼사이어인으로                                         한번더 변신하면 슈퍼사이어인 블루가 된다.

### 슈퍼사이어인 블루(갓 SS)
드래곤볼 슈퍼 부활의F에서 손오공과 베지터가 선보인 기술이다.  말 그대로 파란색인 변신. 
크리링과의 에네르기파 싸움에서 동등한 위력을 보였는데 
손오공이 계왕권을 중첩시킨 슈퍼사이어인 블루 계왕권,베지터가 한계를 넘은 진화 슈퍼사이어인 블루를 보이며 어나더 레벨이란걸 확인시켰다.

### 슈퍼사이어인 로제
오공 블랙이 사용한 변신이다.사실 그냥 슈퍼 사이어인 블루에서 머리 색깔만 분홍색으로 바꿔놓았다. 초사이어인 블루를 계왕신이 변신해서 머리색이 분홍색이다. 기술은 손에서 기로만든 검,낫등을 꺼내서 사용하고,손오공의 에네르기파까지 구사한다.(블루보다 강할수도 있다.)

### 슈퍼사이어인 풀파워
드래곤볼 슈퍼: 브로리에서 브로리가 선보인 변신이다. 슈퍼사이어인 1보다 덩치가 조금 더 커지고, 머리색과 눈썹의 색깔이 초록색으로 변하고 기 또한 초록색이 된다. 그리고 힘은 초사이어인 블루전사 2명이 퓨전해야 할 정도이다. 구극장판에서는 전설의 슈퍼사이어인이라 불렸다.